# Shōdoshima (kommun)
Shōdoshima (japanska: 小豆島町?, Shōdoshima-chō) är en landskommun (köping) i Kagawa prefektur i Japan. 
Kommunen omfattar södra och östra delen av ön Shōdoshima samt ett antal mindre kringliggande öar. Den ligger i Japanska innanhavet (Seto naikai) mellan Shikoku och Honshu. Öarna saknar vägförbindelse med fastlandet.